# Luís Cláudio de Oliveira Pimentel
Luís Cláudio de Oliveira Pimentel (14 de setembro de 1803 — 15 de dezembro de 1871), 1.º visconde de Vila Maior,
sargento-mor de Moncorvo, governador civil do distrito de Viana do Castelo (1835-1836) e administrador-geral dos tabacos e sabões.